# Frank Gifford
Pour les articles homonymes, voir Gifford.
Pro Football Hall of Fame 1977
(en) Statistiques sur pro-football-reference
Frank Gifford, né Francis Newton Gifford le 16 août 1930 à Santa Monica (Californie) et mort le 9 août 2015 à New Haven (Connecticut), est un sportif professionnel américain de football américain ayant joué au poste de halfback.

## Ses débuts
Gifford est né à Santa Monica en Californie, de Lola Mae (née Hawkins) et de Weldon Gifford, un foreur de pétrole,.
Après avoir obtenu son diplôme de l'école supérieure (High School) de Bakersfield, Gifford n'arrive pas à obtenir une bourse auprès de l'université de Californie du Sud (USC) en raison de la faible moyenne de ses résultats. Sans se décourager, il joue une saison pour le Bakersfield Junior College intégrant l'équipe type des meilleurs juniors du pays tout en parvenant à réunir les conditions d'une admission à l'université du Sud de la Californie,.
Il y joue pour les Trojans de l'USC et est nommé athlète et joueur All-American. Il est également diplômé de la classe de 1952 En 1951, il gagne un total de 841 yards en 195 courses.

## Carrière
Gifford évolue pendant toute sa carrière NFL (pendant 13 années) au sein de la franchise des Giants de New York entre 1952 et 1964, tant en attaque qu'en défense.
Il participe à 5 finales NFL (1956, 1958, 1959, 1962, 1963) et huit éditions du Pro Bowl (1953, 1954, 1955, 1956, 1957, 1958, 1959, 1963).
Sa meilleure saison est celle de 1956, au terme de laquelle il gagne sa seule finale NFL avec les Giants y battant les Bears de Chicago. Le prix du meilleur joueur 1956 (Most Valuable Player Award), lui est ensuite décerné.
À la suite d'un tacle très dur, il est blessé dans la fleur de l'âge et manque 18 mois de compétition. En effet, lors de la saison 1960, pendant le match contre les éternels rivaux des Eagles, sur un jeu de passe, il est mis K.O. par Chuck Bednarik, et est atteint d'une blessure grave à la tête ce qui l'oblige à arrêter le football américain en 1961. Cependant, il revient sur les terrains pour la saison 1962 mais cette fois comme wide receiver (ou flanker selon la terminologie de l'époque) et non plus comme running back.
Il a donc été sélectionné aux Pro Bowls à trois positions différentes : defensive back, running back, et wide receiver.
Il arrête définitivement la pratique du football américain après la saison 1964.
Pendant ses 12 saisons chez les Giants, il a disputé 136 matchs de saison régulière, gagnant un total de 3 609 yards en 840 courses et inscrivant 34 TDs par la course. Il totalise également 5 434 yards  et 43 TDs en réception. Il réussit 29 passes sur les 63 tentées pour un gain global de 823 yards et 14 TDs pour seulement 6 interceptions. Il partage avec Walter Payton le record NFL du plus grand nombre d'interceptions (6) commises par un joueur non quarterback. Les 14 TDs inscrits à la suite d'une passe d'un joueur non quarterback constituent également un record historique en NFL.
Le no 16 qu'il a porté tout au long de sa carrière chez les Giants a été retiré et n'est donc plus porté depuis sa retraite.
Gifford est intronisé au Pro Football Hall of Fame le 30 juillet 1977.
En novembre 2015, la famille de Gifford a révélé qu'il était atteint d'encéphalopathie traumatique chronique (ETC).

## Statistiques

### NCAA
| Année             | Équipe            | Statut            | MJ |         | Passes   | Passes | Passes | Passes | Passes | Passes | Passes  |       | Courses | Courses | Courses | Courses |
| Année             | Équipe            | Statut            | MJ | Tentées | Réussies | Pct.   | Yards  | TD     | Int.   | Éval.  | Tentées | Yards | Moy.    | TD      |         |         |
| 1950              | Trojans d'USC     | -                 | 9  | 42      | 18       | 42,9   | 162    | 0      | 1      | 70,5   | 27      | 85    | 3,1     | 2       |         |         |
| 1951              | Trojans d'USC     | -                 | 10 | 61      | 32       | 52,5   | 303    | 2      | 2      | 98,4   | 195     | 841   | 4,3     | 7       |         |         |
| Totaux NCAA - USC | Totaux NCAA - USC | Totaux NCAA - USC | 19 | 103     | 50       | 48,5   | 465    | 2      | 3      | 87     | 222     | 926   | 4,2     | 9       |         |         |

| Année             | Équipe            | Statut            | MJ |     | Courses | Courses | Courses | Courses |       | Passes réceptionnées | Passes réceptionnées | Passes réceptionnées | Passes réceptionnées |
| Année             | Équipe            | Statut            | MJ | Nb. | Yards   | Moy.    | TD      | Nb.     | Yards | Moy.                 | TD                   |                      |                      |
| 1950              | Trojans d'USC     | -                 | 9  | 27  | 85      | 3,1     | 2       | -       | -     | -                    | -                    |                      |                      |
| 1951              | Trojans d'USC     | -                 | 10 | 195 | 841     | 4,3     | 7       | 11      | 178   | 16,2                 | 0                    |                      |                      |
| Totaux NCAA - USC | Totaux NCAA - USC | Totaux NCAA - USC | 19 | 222 | 926     | 4,2     | 9       | 11      | 178   | 16,2                 | 0                    |                      |                      |

### NFL
| Année            | Équipe             | MJ  |     | Courses | Courses | Courses | Courses |       | Passes réceptionnées | Passes réceptionnées | Passes réceptionnées | Passes réceptionnées |  | Fumbles | Fumbles |
| Année            | Équipe             | MJ  | Nb. | Yards   | Moy.    | TD      | Nb.     | Yards | Moy.                 | TD                   | Nb.                  | Perdus               |  |         |         |
| 1952             | Giants de New York | 10  | 38  | 116     | 3,1     | 0       | 5       | 36    | 7,2                  | 0                    | 3                    | ?                    |  |         |         |
| 1953             | Giants de New York | 12  | 50  | 157     | 3,1     | 2       | 18      | 292   | 16,2                 | 4                    | 2                    | ?                    |  |         |         |
| 1954             | Giants de New York | 9   | 66  | 368     | 5,6     | 2       | 14      | 154   | 11                   | 1                    | 7                    | ?                    |  |         |         |
| 1955             | Giants de New York | 11  | 86  | 351     | 4,1     | 3       | 33      | 437   | 13,2                 | 4                    | 5                    | ?                    |  |         |         |
| 1956             | Giants de New York | 12  | 159 | 819     | 5,2     | 5       | 51      | 603   | 11,8                 | 4                    | 5                    | ?                    |  |         |         |
| 1957             | Giants de New York | 12  | 136 | 528     | 3,9     | 5       | 41      | 588   | 14,3                 | 4                    | 9                    | ?                    |  |         |         |
| 1958             | Giants de New York | 10  | 115 | 468     | 4,1     | 8       | 29      | 330   | 11,4                 | 2                    | 3                    | ?                    |  |         |         |
| 1959             | Giants de New York | 11  | 106 | 540     | 5,1     | 3       | 42      | 768   | 18,3                 | 4                    | 5                    | ?                    |  |         |         |
| 1960             | Giants de New York | 8   | 77  | 232     | 3,0     | 4       | 24      | 344   | 14,3                 | 3                    | 6                    | ?                    |  |         |         |
| 1962             | Giants de New York | 14  | 2   | 18      | 9,0     | 1       | 39      | 796   | 20,4                 | 7                    | 1                    | ?                    |  |         |         |
| 1963             | Giants de New York | 14  | 4   | 10      | 2,5     | 0       | 42      | 657   | 15,6                 | 7                    | 2                    | ?                    |  |         |         |
| 1964             | Giants de New York | 13  | 1   | 2       | 2,0     | 1       | 29      | 429   | 14,8                 | 3                    | 0                    | 0                    |  |         |         |
| Totaux NFL - NYG | Totaux NFL - NYG   | 136 | 840 | 3 609   | 4,3     | 34      | 367     | 5 434 | 14,8                 | 43                   | 48                   | ?                    |  |         |         |

| Année            | Équipe             | MJ  |         | Passes   | Passes | Passes | Passes | Passes | Passes | Passes         |                | Courses        | Courses        | Courses | Courses |
| Année            | Équipe             | MJ  | Tentées | Réussies | Pct.   | Yards  | TD     | Int.   | Éval.  | Tentées        | Yards          | Moy.           | TD             |         |         |
| 1952             | Giants de New York | 10  | 2       | 1        | 50     | 18     | 1      | 0      | 120    | Voir ci-dessus | Voir ci-dessus | Voir ci-dessus | Voir ci-dessus |         |         |
| 1953             | Giants de New York | 12  | 6       | 3        | 50     | 47     | 1      | 0      | 116    | Idem           | Idem           | Idem           | Idem           |         |         |
| 1954             | Giants de New York | 9   | 8       | 4        | 50     | 155    | 3      | 1      | 95,8   | Idem           | Idem           | Idem           | Idem           |         |         |
| 1955             | Giants de New York | 11  | 6       | 2        | 33,3   | 96     | 2      | 0      | 121,5  | Idem           | Idem           | Idem           | Idem           |         |         |
| 1956             | Giants de New York | 12  | 5       | 2        | 40     | 35     | 2      | 1      | 64,6   | Idem           | Idem           | Idem           | Idem           |         |         |
| 1957             | Giants de New York | 12  | 6       | 4        | 66,7   | 143    | 2      | 0      | 149,3  | Idem           | Idem           | Idem           | Idem           |         |         |
| 1958             | Giants de New York | 10  | 10      | 3        | 30     | 109    | 1      | 1      | 66,2   | Idem           | Idem           | Idem           | Idem           |         |         |
| 1959             | Giants de New York | 11  | 11      | 5        | 45,5   | 151    | 2      | 2      | 92     | Idem           | Idem           | Idem           | Idem           |         |         |
| 1960             | Giants de New York | 8   | 6       | 3        | 50     | 24     | 0      | 1      | 20,8   | Idem           | Idem           | Idem           | Idem           |         |         |
| 1962             | Giants de New York | 14  | 2       | 1        | 50     | 12     | 0      | 0      | 68,7   | Idem           | Idem           | Idem           | Idem           |         |         |
| 1964             | Giants de New York | 13  | 1       | 1        | 100    | 33     | 0      | 0      | 118,7  | Idem           | Idem           | Idem           | Idem           |         |         |
| Totaux NFL - NYG | Totaux NFL - NYG   | 136 | 63      | 39       | 46     | 823    | 14     | 6      | 92,5   | Voir ci-dessus | Voir ci-dessus | Voir ci-dessus | Voir ci-dessus |         |         |

| Année            | Équipe             | MJ |     | Courses | Courses | Courses | Courses |       | Passes réceptionnées | Passes réceptionnées | Passes réceptionnées | Passes réceptionnées |  | Fumbles | Fumbles |
| Année            | Équipe             | MJ | Nb. | Yards   | Moy.    | TD      | Nb.     | Yards | Moy.                 | TD                   | Nb.                  | Perdus               |  |         |         |
| 1956             | Giants de New York | 1  | 5   | 30      | 6,0     | 0       | 4       | 131   | 32,8                 | 1                    | 0                    | 0                    |  |         |         |
| 1958             | Giants de New York | 2  | 35  | 155     | 4,4     | 0       | 4       | 13    | 3,3                  | 1                    | 2                    | 2                    |  |         |         |
| 1959             | Giants de New York | 1  | 8   | 56      | 7,0     | 0       | 2       | 13    | 6,5                  | 0                    | 0                    | 0                    |  |         |         |
| 1962             | Giants de New York | 1  | 0   | 0       | 0,0     | 0       | 4       | 34    | 8,5                  | 0                    | 0                    | 0                    |  |         |         |
| 1963             | Giants de New York | 1  | 0   | 0       | 0,0     | 0       | 3       | 45    | 15                   | 1                    | 0                    | 0                    |  |         |         |
| Totaux NFL - NYG | Totaux NFL - NYG   | 6  | 48  | 241     | 5,0     | 0       | 17      | 236   | 13,9                 | 3                    | 2                    | 2                    |  |         |         |

| Année            | Équipe             | MJ |         | Passes   | Passes | Passes | Passes | Passes | Passes | Passes         |                | Courses        | Courses        | Courses | Courses |  | Sacks | Sacks |
| Année            | Équipe             | MJ | Tentées | Réussies | Pct.   | Yards  | TD     | Int.   | Éval.  | Tentées        | Yards          | Moy.           | TD             | Nb.     | Yards   |  |       |       |
| 1959             | Giants de New York | 1  | 2       | 1        | 50,0   | 18     | 0      | 1      | 41,7   | Voir ci-dessus | Voir ci-dessus | Voir ci-dessus | Voir ci-dessus | 1       | 6       |  |       |       |
| Totaux NFL - NYG | Totaux NFL - NYG   | 1  | 2       | 1        | 50,0   | 18     | 0      | 1      | 41,7   | Voir ci-dessus | Voir ci-dessus | Voir ci-dessus | Voir ci-dessus | 1       | 6       |  |       |       |

- 136 matchs joués en 12 saisons ;
- 840 courses ;
- 3 609 yards gagnés à la course ;
- 34 touchdowns à la course ;
- 367 réceptions de passes ;
- 5 434 yards gagnés en réception ;
- 43 touchdowns en réception[14].

## Carrière en radiodiffusion

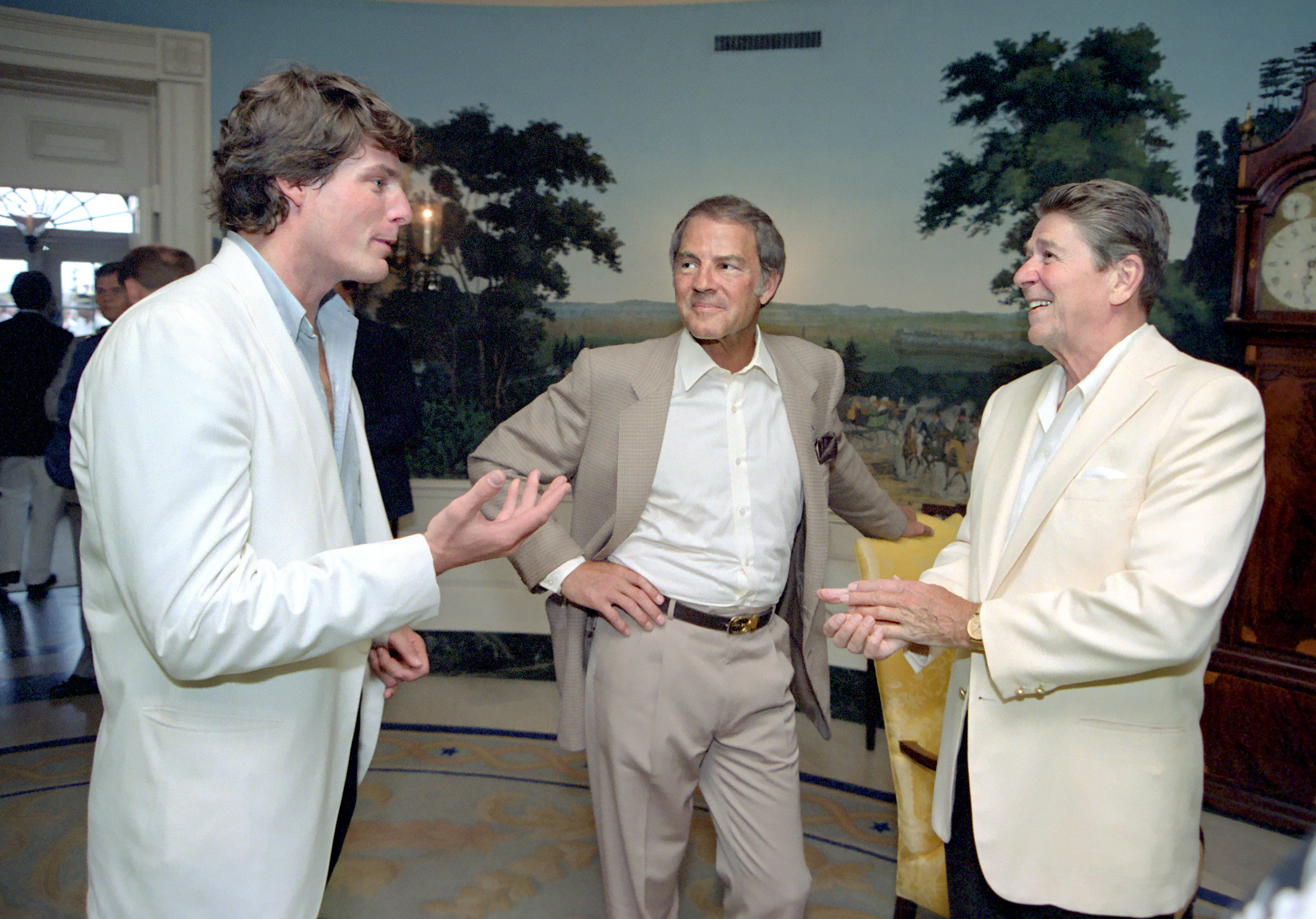
Le Président Ronald Reagan avec Christopher Reeve et Frank Gifford lors d'une réception en l'honneur du des Paralympics se tenant dans une salle de réception diplomatique.

Après sa carrière sportive, il devient l'un des plus célèbres commentateurs de matchs télévisés de football américain, tout d'abord sur CBS où il commente le football américain, le basketball et le golf,.
Lorsque démarre en 1970 l'émission Monday Night Football, la chaine ABC pense à lui pour animer cette émission mais elle ne peut l'engager de suite car il lui reste 1 an de contrat avec CBS. À sa place, il recommande son ami Don Meredith mais l'année suivante, il intègre l'émission en remplacement de Keith Jackson comme présentateur des actions de jeu. Il y reste 27 années consécutives. Son calme légendaire fonctionne à la perfection par opposition à des animateurs plus expansifs tels que Meredith and Howard Cosell,. À cette époque où il n'y a que trois grandes chaînes de télévision, l'émission établit un record de longévité en matière d'émissions sportives en prime time,(en). En 1986, Al Michaels reprend son rôle tandis que Frank devient un commentateur à part entière. Malgré tout, Michaels commentant les matchs de playoffs en basketball sur la même chaine, Gifford reprend son rôle pendant cette période. En 1998, à la suite d'une histoire controversée avec l'hôtesse de l'air Suzen Johnson (voir ci-après), Gifford est remplacé par Boomer Esiason,,. La direction lui réassigne un rôle moindre dans une autre émission sur ABC dénommée le Monday night pregame show mais ce programme ne dure qu'une seule saison. Il n'est plus réengagé par la chaîne par la suite.
En 1986, Gifford est également l'hôte d'une émission couvrant la NFL sur la chaine anglaise Channel 4 et ce en compagnie de John Smith, un ancien kicker des Patriots de la Nouvelle-Angleterre. Ils ont entre autres commenté ensemble le Super Bowl XXI,.
Gifford est également commentateur sportif sur d'autres programmes sportifs d'ABC et il commente entre autres les Jeux Olympiques (dont la célèbre finale de basketball très controversée entre les États-Unis et l'URSS lors des jeux olympiques d'été 1972 à Munich), des épreuves de ski et les épreuves du PGA Tour Golf.
Sur Wide World of Sports, autre émission sur ABC, il commente les diverses représentations de Evel Knievel, un cascadeur motocycliste des années 1970 dont celle du stade de Wembley en 1975 lorsque celui-ci tente en vain de sauter au-dessus de 13 nus alignés,.
Il est également commentateur occasionnel dans l'émission Good Morning America (dont celle où il rencontre sa future épouse Katue Lee.
En 1977, Gifford gagne un Emmy Award comme personnalité remarquable du sport (Outstanding Sports Personality). Il reçoit également le prix Pete Rozele par le Pro Football Hall of Fame en 1995 en consécration du travail effectué pour la NFL en télévision.

## Carrière d'acteur
Gifford joue son propre rôle comme invité guest star dans la série télévisée Hazel de NBC, lors de l'épisode Hazel and the Halfback qui fut diffusé le 26 décembre 1963. Dans cet épisode, Gifford désire investir dans un bowling local.
En 1977, il joue également son propre rôle dans l'épisode The Shortest Yard d'un sitcom passant sur ABC, le The San Pedro Beach Bums.
Le 28 février 1995, Gifford et son épouse Kathie Lee apparaissent sur ABC dans l'épisode du sitcom Coach intitulé The Day I Met Frank Gifford.

## Vie personnelle
Gifford se marie pour la première fois avec Maxine Avis Ewart, son amour d'université, le 13 janvier 1952 alors que celle-ci se retrouve enceinte et qu'ils sont tous deux étudiants à l'USC. Ils ont trois enfants, Jeff (né en juin 1952), Kyle et Victoria ainsi que cinq petits-enfants. Sa fille, Victoria, épouse un membre de la famille Kennedy, Michael LeMoyne Kennedy.
Gifford se remarie de 1978 à 1986 avec une entraîneuse de fitness, Astrid Lindley. Ces deux premiers mariages se terminent en divorce
Il épouse ensuite une animatrice de télévision, Kathie Lee Gifford (née Epstein), le 18 octobre 1986. Ils vivent à Greenwich dans le Connecticut avec leur fille Cassidy Erin Gifford (née le 2 août 1993) et leur garçon Cody Newton Gifford (né le 22 mars 1990). Frank et son épouse sont nés un même jour soit un 16 août. Ils couvrent ensemble sur ABC les Jeux olympiques de 1988 à Calgary.
Gifford avait une sœur plus âgée (Winona) et un frère plus jeune (Waine).

### Controverses
En 1997, le Globe (en) s'arrange pour piéger Gifford alors qu'il est séduit par l'ex-hôtesse de l'air Suzen Johnson dans une chambre d'hôtel à New York. Ils publient des articles ainsi que des photos. ESPN indique que le magazine avait payé 75,000 $ à Johnson  pour attirer Gifford dans la chambre tandis que le magazine The Atlantic prétend qu'elle a été payée 125 000 $.
L'éditeur du National Enquirer, Steve Coz, fait remarquer qu'« il y a une différence entre rapporter des infos et créer des infos […] et que sans le Globe, il n'y aurait pas eu d'histoire ici. Il est dans l'industrie du tabloïd et considère que cette histoire est bien au-dessus. C'est carrément cruel », dit-il (« There's a difference between reporting the news and creating the news […] [w]ithout The Globe, there would be no story here. I'm in the tabloid industry, and this is way over the top. It's downright cruel. »).
Autre affaire, selon Henry Bushkin, ancien avocat de Johnny Carson, Gifford aurait eu une liaison avec l'épouse de ce dernier (Joanne) en 1970.

### Décès
Le 9 août 2015, Gifford décède de mort naturelle dans sa maison de Greenwich à l'âge de 84 ans,.

## Prix et distinctions

### NCAA
- 1951 All-American[7]
- Intronisé en 1975 au College Football Hall of Fame[10]
- Intronisé en 1994 dans l'Athletic Hall of Fame d'USC[40].

### NFL
- 8 sélections au Pro Bowl[7]
- MVP NFL en 1956 (désigné par UPI)[40]
- Champion NFL en 1956 [8]
- MVP Pro Bowl 1959[41]
- Retrait du no 16 des Giants de New York[42]
- Intronisé au Pro Football Hall of Fame en 1977[8]

### Télévision
- Gagnant à deux reprises de l'Emmy Award
  - 1977 - Personnalité remarquable su Sport (Outstanding Sports Personality)[25]
  - 1997 - Prix Lifetime Achievement Award[43]
- Prix Pete Rozelle Award' 1995 [29]

## Littérature
Frank Gifford est un personnage dans le roman de Frederick Exley Les Notes d'un Fan (A Fan's Notes). Dans le roman, Gifford devient le héros du narrateur alors que tous les deux sont à USC. Par la suite, le narrateur continue d'être un fan intense de Gifford et son équipe, les Giants de New York, tout au long de sa carrière dans la NFL.

### Publications
- Gifford, Frank; Richmond, Peter. (2008) (en) The Glory Game: how the 1958 NFL championship changed football forever. New York : Harper.  (ISBN 978-0-06-154255-8) ;
- Gifford, Frank; Waters, Harry. (1993) (en) The Whole Ten Yards New York : Random House.  (ISBN 0-679-41543-2) ;
- Gifford, Frank; Mangel, Charles. (1976) (en) Gifford on courage. New York : M. Evans ; Philadelphie ; Lippincott.  (ISBN 0-87131-223-9).

## Filmographie

### Films
| Années | Titres             | Rôle   |
| ------ | ------------------ | ------ |
| 2002   | Three Days of Rain | Extra  |
| 2011   | Beatles Stories    | Invité |

### Télévision
| Années  | Titres                              | Rôles               | Notes                                                         |
| ------- | ----------------------------------- | ------------------- | ------------------------------------------------------------- |
| 1956    | What's My Line?                     | Lui-même            |                                                               |
| 1962    | Captain Kangaroo                    | Lui-même            | Épisode : "October 6, 1962" (S 8:Ep 30)                       |
| 1963    | Our Man Higgins                     | Invité              | Épisode : "Delinquent for a Day" (S 1:Ep 30)                  |
| 1963    | Hazel (série télévisée)             | Lui-même            | Épisode : "Hazel and the Halfback" (S 3:Ep 15)                |
| 1964    | What's My Line?                     | Invité              | Épisode : "EPISODE #732" (S 16:Ep 4)                          |
| 1964    | The Reporter (série télévisée)      | Lui-même            | Épisode : "How Much For A Prince" (S 1:Ep 3)                  |
| 1971–97 | Monday Night Football               | Commentateur        |                                                               |
| 1975    | The Way It Was (série télévisée)    |                     | Épisode : "1958 NFL Championship" (S 1:Ep 1)                  |
| 1975    | $10,000 Pyramid (jeu télévisé)      | Lui-même            | Épisode : "Kate Jackson & Frank Gifford" (S 3: Ep 36–40)      |
| 1975    | $10,000 Pyramid (jeu télévisé)      | Lui-même            | Épisode : "Sandy Duncan & Frank Gifford" (S 4:Ep 12–16)       |
| 1976    | The Six Million Dollar Man          | Lui-même            | Épisode : "The Bionic Boy, part 1" (S 4:Ep 8)                 |
| 1977    | The San Pedro Beach Bums            | Lui-même            | Épisode : "The Shortest Yard" (S 1:Ep 2)                      |
| 1981    | The Primetime Emmy Awards           | Lui-même            | Épisode : "The 33rd Annual Primetime Emmy Awards" (S 33:Ep 1) |
| 1993    | The Adventures of Pete & Pete       | Lui-même            | Épisode : "Range Boy ( S1:Ep 4)                               |
| 1995    | Coach (série TV)                    | Lui-même            | Épisode : "The Day I Met Frank Gifford" (S 7:Ep 20)           |
| 1996    | Coach (série télévisée)             | Lui-même            | Épisode : "You Win Some, You Lose Some" (S 9:Ep 8)            |
| 1997    | Spin City                           | Lui-même            | Épisode : "An Affair to Remember" (S 1:Ep 17)                 |
| 1999    | Biography (série télévisée)         | Lui-même            | Épisode : "Kathie Lee Gifford: Having it All" (S 2:Ep 33)     |
| 2000–05 | SportsCentury                       | ABC Sports Reporter | Animateur                                                     |
| 2004    | Who's No. 1? sur ESPN25             | Interviewé          | Épisode : "Most Outrageous Characters" (S 1:Ep 5)             |
| 2007    | Intimate Portrait (série télévisée) | Invité              |                                                               |
| 2008    | Celebrity Family Feud               | Lui-même            | Épisode : "Episode 106" (S 1:Ep 2)                            |
| 2008    | TMZ on TV                           | Lui-même            | Épisode : "Episode #2.029" (S 2:Ep 29)                        |
| 2008    | Center Stage                        | Invité              | Épisode : "Frank Gifford" (S 4:Ep 6)                          |